# Carl Schneider (Theologe, 1870)
Carl Schneider (* 22. Februar 1870 in Werschweiler / Saar; † 31. Januar 1943 in Hamburg) war ein baptistischer Theologe und Dozent für Praktische Theologie am Predigerseminar der deutschen Baptisten in Hamburg-Horn.

## Leben
Nach seiner schulischen Ausbildung und Lehre kam Carl Schneider als Geselle nach Berlin, wo er die Baptisten kennenlernte. Nach einem besonderen Bekehrungserlebnis ließ er sich taufen und wurde wenige Jahre später von seiner Gemeinde zum Studium am baptistischen Predigerseminar in Hamburg-Horn empfohlen. Nach seinem Studium, das er von 1895 bis 1899 absolvierte, berief ihn die Baptistengemeinde Hamburg-Eilbek zu ihrem Prediger. 1911 wechselte Schneider in die Gemeinde Dresden. Er blieb dort bis 1920 und kehrte anschließend für zwei Jahre nach Eilbek zurück.
1922 berief ihn der Bund der deutschen Baptisten zum Verwaltungsdirektor und Hausvater seiner theologischen Ausbildungsstätte in Hamburg-Horn. Gleichzeitig erhielt er eine Dozentur für Praktische Theologie, die er bis zu seiner Pensionierung im Jahr 1939 innehatte. Sein besonderes Interesse galt hier dem Gottesdienst, dessen liturgischer Bereicherung sowie einer seelsorgerlich orientierten Predigtlehre.
Neben seinen Seelsorge-, Verwaltungs- und Lehraufgaben war Carl Schneider in wichtigen Leitungsfunktionen des deutschen Baptistenbundes tätig, so zum Beispiel ab 1905 als Mitglied der Vereinigten Bundesverwaltung der Baptisten. Auch im diakonischen Bereich wirkte Schneider an verantwortlicher Stelle mit. Er war unter anderem Vorsitzender des Diakonissenhauses Siloah.

## Werke in Auswahl
- Fromm und fröhlich. Poetische Erzählungen für kleine Leute, Kassel 1905
- Der Held von Uganda. Leben und Wirken des Pioniermissionars Alexander Mackay, Kassel 1911
- Die christliche Gemeinde nach ihrer Notwendigkeit, Möglichkeit und Wirklichkeit, 1924
- Die schönen Gottesdienste des Herrn. Ein Beitrag zu ihrer Geschichte, ihren Grundsätzen und ihrer Gestaltung, Kassel 1927
- Wir aber predigen … – Eine Predigt- und Vortragslehre, Kassel 1930
- Aus der Jugendzeit. Erzählende Gedichte aus der Frühzeit des deutschen Baptismus und seines Gründers Johann Gerhard Oncken. Zum hundertjährigen Gründungsfest der ersten Baptistengemeinde in Europa, der deutsch-baptistischen Jugend dargeboten, Kassel 1934
- Das Werk eines evangelischen Predigers. Eine Berufslehre für Diener am Wort und der Gemeinde, 1937
- Gemeinde und Staat, o. J.
- Die christliche Gemeinde und das Kulturleben der Gegenwart, o. J.